# Red Bull RB18
El Red Bull RB18 fue un monoplaza de Fórmula 1 diseñado por Red Bull Racing para competir en la temporada 2022. Fue un monoplaza de la temporada 2022 y fue conducido por Max Verstappen y Sergio Pérez.
El chasis fue presentado en línea el 9 de febrero de 2022. El motor es suministrado por Red Bull Powertrains, que se hace cargo del programa de motores Honda.

## Resultados
(Clave) (negrita indica pole position) (cursiva indica vuelta rápida)

| Año     | Motor             | Neu. | N.º | Pilotos        | 1   | 2   | 3   | 4   | 5   | 6   | 7   | 8   | 9   | 10  | 11   | 12  | 13  | 14  | 15  | 16  | 17  | 18  | 19  | 20  | 21  | 22  | Puntos | Pos. |
| ------- | ----------------- | ---- | --- | -------------- | --- | --- | --- | --- | --- | --- | --- | --- | --- | --- | ---- | --- | --- | --- | --- | --- | --- | --- | --- | --- | --- | --- | ------ | ---- |
| 2022    | RBPTH001 V6 Turbo | P    |     |                | BHR | ARA | AUS | EMI | MIA | ESP | MON | AZE | CAN | GBR | AUT  | FRA | HUN | BEL | NED | ITA | SIN | JPN | USA | MEX | SÃO | ABU | 759    | 1.º  |
| 2022    | RBPTH001 V6 Turbo | P    | 1   | Max Verstappen | 19† | 1   | Ret | 1   | 1   | 1   | 3   | 1   | 1   | 7   | 21   | 1   | 1   | 1   | 1   | 1   | 7   | 1   | 1   | 1   | 64  | 1   | 759    | 1.º  |
| 2022    | RBPTH001 V6 Turbo | P    | 11  | Sergio Pérez   | 18† | 4   | 2   | 23  | 4   | 2   | 1   | 2   | Ret | 2   | Ret5 | 4   | 5   | 2   | 5   | 6   | 1   | 2   | 4   | 3   | 75  | 3   | 759    | 1.º  |
| Fuente: |                   |      |     |                |     |     |     |     |     |     |     |     |     |     |      |     |     |     |     |     |     |     |     |     |     |     |        |      |